# Virgilio di Salisburgo
San Virgilio di Salisburgo, o Vigilio (Irlanda, 700 circa – Salisburgo, 27 novembre 784), fu un monaco irlandese, divenuto successivamente abate; lasciata l'Irlanda si recò in Francia e quindi a Salisburgo ove divenne vescovo; fu anche astronomo. La Chiesa cattolica lo venera come santo.

## Biografia
Nato da una famiglia di nobili irlandesi con il nome di Feirgil, già abate di Aghaboe e stimato geometra, verso il 743 lasciò l'Irlanda per la Francia, dove fu ricevuto dal re Pipino il Breve; passati due anni a Cressy, vicino a Compiègne, si recò in Baviera, su invito del duca Odilone dal quale sarà nominato vescovo di Salisburgo nel 748. 
Egli diede inizio alla costruzione della cattedrale di Salisburgo che inaugurò personalmente nel 774. Promosse il culto di santa Samthann, importandolo in Germania meridionale.

### Controversia con san Bonifacio
Ebbe una lunga polemica con Bonifacio, l'evangelizzatore della Germania: avendo un prete battezzato, per ignoranza del latino, un infante con la formula errata Baptizo te in nomine patria et filia et spiritu sancta, questi considerò nullo il battesimo, attirandosi le critiche di Virgilio, che considerava comunque valido il sacramento impartito e che fu appoggiato dallo stesso papa Zaccaria. Anni dopo, probabilmente per ritorsione, Bonifacio accusò Virgilio di istigare il duca Odilone contro di lui e di sostenere l'esistenza degli antipodi della Terra – ossia, di sostenere, oltre all'emisfero boreale, anche l'esistenza dell'emisfero australe, dall'equatore all'Antartide - in quanto teoria non riconosciuta dalle Sacre Scritture. Papa Zaccaria si pronunciò anche su questa questione, scrivendo il 1º maggio 748 a Bonifacio che «...se verrà stabilito chiaramente che costui ammette l'esistenza di un altro mondo, altri uomini sotto la terra o un altro sole e un'altra luna, convoca un concilio e caccialo dalla Chiesa, privandolo dell'onore del sacerdozio. Nondimeno, anche noi, scrivendo al duca, inviamo una lettera di convocazione al predetto Virgilio, perché si presenti al nostro cospetto e venga accuratamente interrogato; se verrà trovato in errore, sarà condannato alle sanzioni canoniche».
Una tale controversia e la stessa risposta del papa è di grande interesse per comprendere quale concezione allora si avesse della Terra; per quanto riguarda i problemi teologici coinvolti dalle teorie di Virgilio, si riteneva che Cristo avesse annunciato il proprio messaggio di redenzione, trasmesso poi dagli apostoli e dai missionari, soltanto dalle terre del Nord fino all'equatore: l'esistenza di altre terre e di altri popoli avrebbe comportato che la diffusione dell'evangelo non sarebbe stata universale e vi sarebbero stati discendenti di Adamo non redenti da Cristo.
Non si conosce il tenore della risposta di Virgilio né il risultato della controversia, che tuttavia dovette risolversi senza problemi per lui, dato che la sua nomina a vescovo di Salisburgo fu confermata dal papa.

## Culto
Fu canonizzato da papa Gregorio IX nel 1233. La sua Memoria liturgica cade il 27 novembre.